# Avesgald de Bellême
Avesgald de Belleme fou bisbe de Le Mans, successor del seu oncle Sigefroi de Bellême (germà d'Ives I de Bellême).
Era fill d'Ives I de Belleme i la seva esposa Godequilda. Va succeir el seu oncle el 995. A diferència d'altres membres de la seva casa és considerat virtuós. Es va enfrontar al comte Heribert I del Maine anomenat "Despertagos" que tenia pretensions sobre els drets eclesiàstics. Atacat pel comte es va refugiar al castell de Deuilly on fou assetjat i va haver de fugir al territori del seu germà Guillem I de Bellême on va excomunicar a Heribert. El seu germà, senyor d'Alençon i de Perche, es va posar al seu costat va enviar els seus fills Robert i Folc a assolar el Maine però Heribert va rebre ajut del nou duc de Normandia Robert el Magnífic i va derrotar els invasors a la batalla de Ballon en què va morir el fill Folc (que era el primogènit) i Robert fou fet presoner; Guillem va morir del disgust al saber la notícia (vers 1028). Un temps després el bisbe es va reconciliar amb Heribert, li va aixecar l'anatema i va tornar al comtat del Maine on va fer nombroses construccions.
Robert, quan fou alliberat, esdevingut senyor d'Alençon i Bellême, va continuar la guerra contra Heribert i li va arrabassar el castell de Ballon, però per poc temps doncs el comte el va recuperar amb ajut del duc de Normandia i va tornar a caure presoner, restant tancat al castell de Ballon durant dos anys. Els nobles de Perche i Alençon van reunir un exèrcit manat per Guillem Giroir per alliberar-lo, i van poder derrotar a les tropes del Maine, matant a diversos nobles fidels al comte; per això els partidaris del comte van executar a Robert.
A la seva mort el 1036 el va succeir el seu parent Gervasi, fill d'Aimó senyor de Chateau-du-Loir i de Hildeburga que era la filla d'Ives I de Bellême.